# 恋は悲しきもの
「恋は悲しきもの」（原題： Why Does Love Got to Be So Sad?）は、デレク・アンド・ザ・ドミノスが1970年に発表した楽曲。

## 概要
作詞作曲はエリック・クラプトンとボビー・ウィットロック。最初のレコーディングはマイアミのクライテリア・スタジオで1970年8月31日に行われた。9月1日にデュアン・オールマンのギターがオーバーダビングされ、9月9日にも追加の録音が行われた。プロデューサーはトム・ダウド。エンジニアはロン・アルバートが務めた。
1970年11月9日発売のアルバム『いとしのレイラ』に収録された。
1971年に日本でのみシングルカットされている。B面は「ベル・ボトム・ブルース」。
1973年、ライブ・アルバム『In Concert』に収録されたものを3分22秒に縮めたパージョンがイギリス、アメリカなどでシングルとして発売された。B面はブラインド・フェイスの作品で、同じライブ・アルバムに収録されていた「プレゼンス・オブ・ザ・ロード」。
作者のボビー・ウィットロックは1976年のソロ・アルバム『Rock Your Sox Off』でカバーしている。

## 別バージョン
| 収録作品                                                  | アーティスト名                                                             | 録音時期と場所 | 備考                        |
| --------------------------------------------------------- | -------------------------------------------------------------------------- | --- | --------------------------- |
| In Concert                                                | デレク・アンド・ザ・ドミノス                                               | 1970年10月23-24日、フィルモア・イースト                                                                             | 9分33秒                     |
| Live at the Fillmore                                      | デレク・アンド・ザ・ドミノス                                               | 1970年10月23日、フィルモア・イースト                                                                                | 14分49秒                    |
| Eric Clapton's Rainbow Concert - 25th Anniversary Edition | エリック・クラプトン                                                       | 1973年1月13日、ロンドン、レインボー・シアター                                                                       |                             |
| Crossroads 2: Live in the Seventies                       | エリック・クラプトン                                                       | 1975年6月25日、ロードアイランド州プロビデンス。 「Eyesight to the Blind」とのメドレー、カルロス・サンタナとの共演。 | 24分19秒                    |
| Crossroads Guitar Festival 2007                           | エリック・クラプトン、 デレク・トラックスほか                              | 2007年7月28日、イリノイ州ブリッジビュー、トヨタパーク                                                               | DVDのボーナスディスクに収録 |
| Crossroads Guitar Festival 2013                           | エリック・クラプトン、 オールマン・ブラザーズ・バンド、 デレク・トラックス | 2013年4月12-13日、マディソン・スクエア・ガーデン                                                                    |                             |